# Сечение (геометрия)

Конические сечения. Закрашенные части — сечения тела. Их чёрные границы — сечения поверхности.

Сечение в классической геометрии является частным случаем пересечения множеств в математике. Первое множество является плоскостью и называется секущей плоскостью. Второе множество может быть трёхмерным или двумерным. В классической геометрии трёхмерное множество называется телом и определяется своей поверхностью. Поверхность тел задаётся различными движениями и вращениями прямой (конус, цилиндр) или окружности (сфера, тор) или состоит из граней — многоугольников. Основной интерес в геометрии, математике и практических приложениях представляют сечения поверхностей — плоские кривые, которые одновременно являются границами сечений тел.

## Определения

### Сечение тела
«Фигура, которая образуется при пересечении тела с секущей плоскостью (то есть общая часть тела и секущей плоскости) называется сечением тела».

### Сечение поверхности тела
Граница сечения тела называется сечением поверхности тела.
Сечение поверхности является кривой — как правило первичным объектом геометрического исследования.

## Примеры
1. Сечение шара — круг.
2. Сечение сферы (сечение поверхности шара) — окружность.
3. Если тело и его поверхность одноимённы, например, конус, то при отсутствии уточнения обычно имеют ввиду сечения поверхности. Конические сечения — окружность, эллипс, парабола, гипербола.
4. Сечения тора — кривые Персея.
5. Сечение многогранника — многоугольник.

## Использование

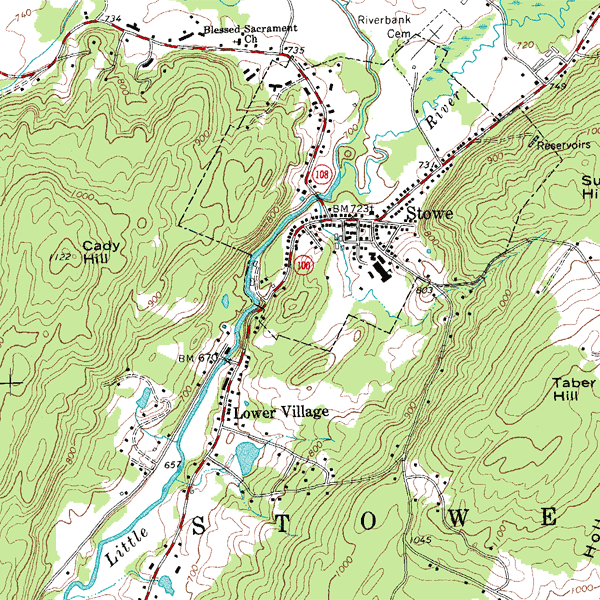
Топографическая карта — пример использования сечений поверхности для отображения высот местности.

Сечения являются важной составляющей начертательной геометрии. Задолго до европейцев Омар Хайям разработал метод нахождения действительных неотрицательных корней кубических уравнений в виде пересечения двух конических сечений.
Если задана непрерывная функция двух переменных z = f(x, y), то сечение этой поверхности плоскостью параллельной плоскости координат (аргументов) называется линией уровня. Такие сечения широко используются в математике для наглядного представления функций двух переменных и как следствие очень широко используется в картографии. Не только для отображения высот местности (собственно геометрия), но и для отображения средних температур, сезонного уровня осадков, атмосферного давления и средней скорости ветра.
Изображение сечений материальных трёхмерных объектов для их конструирования является предметом черчения.